# Карве Монтања (Белуно)
Карве Монтања (итал. Carve Montagna) је насеље у Италији у округу Белуно, региону Венето.
Према процени из 2011. у насељу је живело 52 становника. Насеље се налази на надморској висини од 627 м.